# Movimiento Social Llama Tricolor
El Movimiento Social Llama Tricolor (Movimento Sociale Fiamma Tricolore) (MS-FT) o Llama Tricolor (Fiamma Tricolore) (FT) es un partido político italiano, que proveniente de una escisión del Movimiento Social Italiano.

## Historia
El partido fue creado por los miembros radicales del Movimiento Social Italiano dirigidos por Pino Rauti, quienes rechazaron unirse a la mayoría en Alianza Nacional (AN). Rauti fue expulsado más tarde por Luca Romagnoli, quien asumió el liderazgo.
En las elecciones al Parlamento Europeo de 2004 el partido obtuvo suficientes votos en la circunscripción del Sur para lograr un eurodiputado. De cara a las elecciones generales de 2006 fue miembro de la coalición la Casa de las Libertades, y en las de 2008 presentó una lista conjunta con La Derecha de Francesco Storace, grupo escindido de AN, con Daniela Santanchè como candidata.

## Ideología
Llama Tricolor es el partido italiano de extrema derecha más estrechamente ligado a la herencia de República Social Italiana, de carácter euroescéptico y xenófobo.[cita requerida]
Transmite una postura marcadamente tercerposicionista y anticapitalista. En los últimos tiempos ha tratado de atraer a los jóvenes, renovando sus prácticas y técnicas políticas de comunicación hacia otras más modernas. Es igualmente contrario a la inmigración, el regionalismo y al independentismo de la Liga Norte, defendiendo la unidad de Italia. Se opone al regionalismo impulsado por la Lega Nord por la independencia de "Padania", abogando por la unidad de Italia.[cita requerida]